# Casinaria cavigena
Casinaria cavigena är en stekelart som beskrevs av Walley 1947. Casinaria cavigena ingår i släktet Casinaria och familjen brokparasitsteklar. Inga underarter finns listade.